# Хартоп (Њамц)
Хартоп (рум. Hârtop) насеље је у Румунији у округу Њамц у општини Баргауани. Oпштина се налази на надморској висини од 331 m.

## Становништво
Према подацима из 2002. године у насељу је живело 283 становника, од којих су сви румунске националности.